# Liste der Kulturdenkmäler in Morschheim
In der Liste der Kulturdenkmäler in Morschheim sind alle Kulturdenkmäler der rheinland-pfälzischen Ortsgemeinde Morschheim aufgeführt. Grundlage ist die Denkmalliste des Landes Rheinland-Pfalz (Stand: 27. November 2018).

## Einzeldenkmäler
| Bezeichnung                 | Lage                 | Baujahr                            | Beschreibung | Bild            |
| --------------------------- | -------------------- | ---------------------------------- | --- | --------------- |
| Hofanlage                   | Hintergasse 11 Lage  | 1706                               | Dreiseithof; barockes Wohnhaus, teilweise Fachwerk, bezeichnet 1706 und 1786, Toranlage bezeichnet 1764 | BW              |
| Wohnhaus                    | Hintergasse 31 Lage  | 1759                               | spätbarocker Krüppelwalmdachbau, teilweise Fachwerk, bezeichnet 1759, Toranlage bezeichnet 1797 | BW              |
| Hofanlage                   | Hintergasse 32 Lage  | 1923                               | Vierseithof; stattlicher Sandsteinquaderbau im Heimatstil, 1923 | BW              |
| Wohnhaus                    | Kaiserstraße 12 Lage | 1744                               | stattlicher barocker Krüppelwalmdachbau, teilweise Fachwerk, bezeichnet 1744 | BW              |
| Wohnhaus                    | Vordergasse 17 Lage  | Mitte des 18. Jahrhunderts         | barockes Eckwohnhaus, Mitte des 18. Jahrhunderts; straßenbildprägend | BW              |
| Hofanlage                   | Vordergasse 20 Lage  | spätes 18. Jahrhundert             | Hakenhof; Wohnhaus, teilweise Fachwerk (verputzt), wohl aus dem späten 18. Jahrhundert, Bruchsteinscheune 19. Jahrhundert | BW              |
| Protestantischer Pfarrhof   | Vordergasse 24 Lage  | 1725                               | spätbarockes Wohnhaus, teilweise Fachwerk, teilweise verschiefert, 1725; ehemaliges Backhaus, Scheune, teilweise Fachwerk, 18. Jahrhundert, Ställe; Toranlage bezeichnet 1726; Ensemble mit Kirche und ehemaliger Schule              | BW              |
| Protestantische Pfarrkirche | Vordergasse 26 Lage  | zweite Hälfte des 13. Jahrhunderts | hochgotischer Chorturm, zweite Hälfte des 13. Jahrhunderts, Spitzhelm wohl aus dem 18. Jahrhundert; spätbarocker Saalbau, bezeichnet 1715, wohl mit älteren Resten; Adels-Grabdenkmäler; Ensemble mit Pfarr- und ehemaligem Schulhaus | Fotos hochladen |
| Dorfgemeinschaftshaus       | Vordergasse 28 Lage  | 1866                               | ehemaliges Schulhaus, heute Dorfgemeinschaftshaus und Kindergarten; sandsteingegliederter Putzbau, 1866; gusseiserne Ortstafel, 19. Jahrhundert; Ensemble mit Kirche und Pfarrhaus                                                    | BW              |